# ゴドリッチ子爵

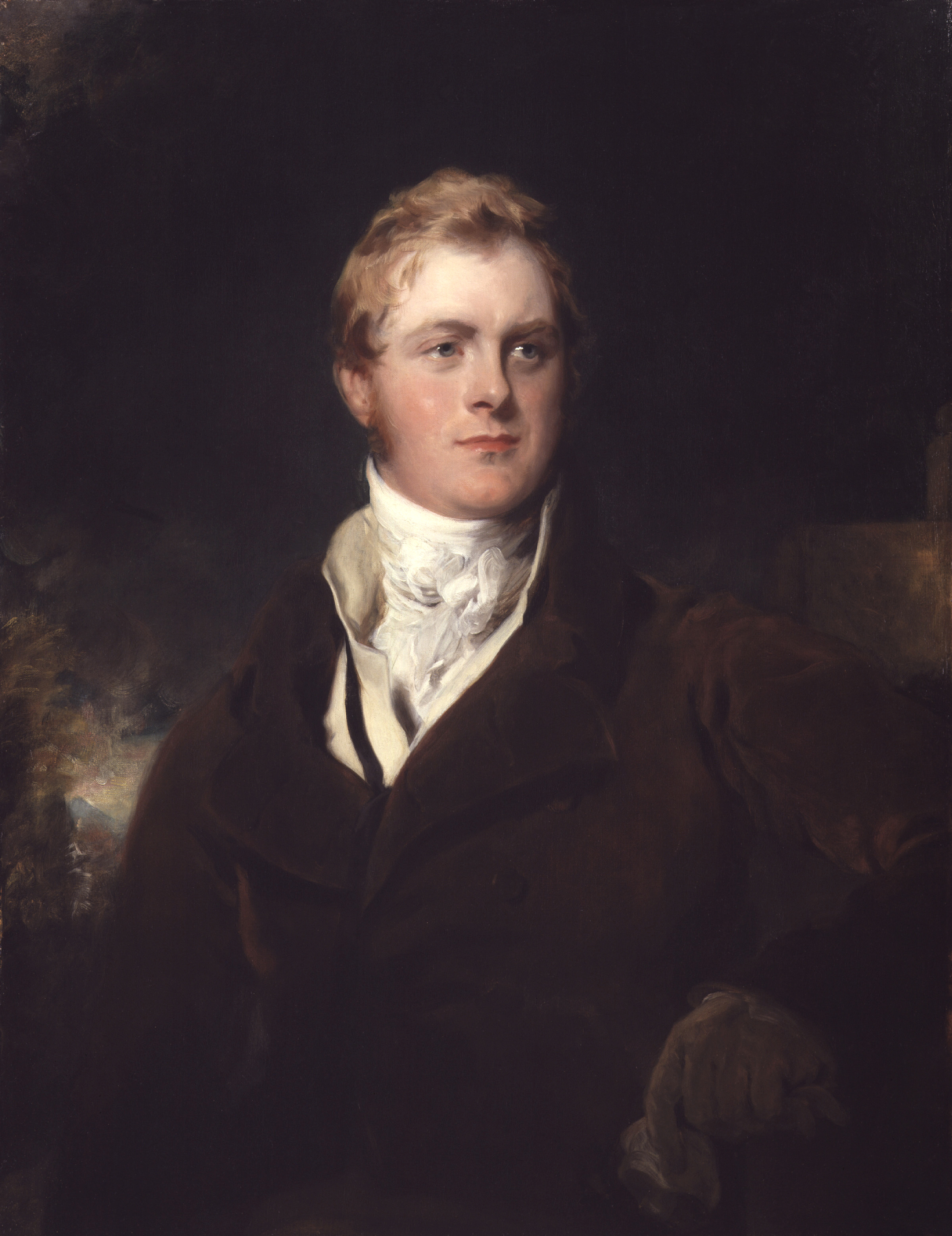
ジョージ4世の下でイギリスの首相を務めた初代ゴドリッチ子爵フレデリック・ジョン・ロビンソン。サー・トマス・ローレンス画、ナショナル・ポートレート・ギャラリー蔵。

ゴドリッチ子爵（英: Viscount Goderich [ˈɡəʊdrɪtʃ]）はかつて存在したイギリスの子爵

## 歴史
最初に授爵されたものは1706年、第12代ケント伯爵ヘンリー・グレイがケント侯爵へ叙されるにあたって従属称号として与えられたヘレフォード州ゴドリッチ城のゴドリッチ子爵(Viscount Goodrich, of Goodrich Castle in the County of Hereford)である。（すべてグレートブリテン貴族爵位）。ケント侯爵は1710年にケント公爵へ陞叙されるが、息子に先立たれたためこれらの爵位は1740年の彼の死とともに断絶した。
二度目の創設は1827年で、上記ケント公爵の女系の玄孫フレデリック・ジョン・ロビンソンに対して連合王国貴族として与えられた。彼はトーリー党の政治家で、財務大臣・イギリスの首相・陸軍・植民地大臣などといった閣僚職を歴任し、1833年にはリポン伯爵に陞叙された。その後爵位は息子のジョージ（1871年にリポン侯爵へ叙位）・孫のフレデリックへと継承されたが、子供のいなかったフレデリックの死去により断絶した。

## 一覧

### ゴドリッチ子爵 （第1期; 1706年）
- ヘンリー・グレイ (初代ケント侯爵・第12代ケント伯爵・初代ゴドリッチ子爵) （1671年 - 1740年）
  - 1710年、ケント公爵に陛爵。
  - 1723年、ルーカス男爵を継承。
  - 1740年、グレイ侯爵を叙爵。
  - 1740年、死去。ケント伯爵・ケント侯爵・ケント公爵とそれらに付属する爵位は断絶。ルーカス男爵とグレイ侯爵のみ女系相続。

### ゴドリッチ子爵 （第2期; 1827年）
- フレデリック・ロビンソン (初代ゴドリッチ子爵) （1782年 - 1859年）
  - 1833年、リポン伯爵に叙爵。
- ジョージ・ロビンソン (第2代リポン伯爵・第2代ゴドリッチ子爵) （1827年 - 1909年）
  - 1859年、ド・グレイ伯爵を継承。
  - 1871年、リポン侯爵に叙爵。
- フレデリック・ロビンソン (第2代リポン侯爵・第3代リポン伯爵・第3代ゴドリッチ子爵) （1852年 - 1923年）
  - 1923年、断絶。